# Zagórze
Zagórze [pronunciación en polaco: /zaˈɡuʐɛ/] es un pueblo en el distrito administrativo de Gmina Nagłowice, dentro del condado de Jędrzejów, voivodato de Świętokrzyskie, en el centro-sur de Polonia. Se encuentra aproximadamente a 10 kilómetros al sureste de Nagłowice, 11 kilómetros al oeste de Jędrzejów, y 45 kilómetros al suroeste de la capital regional Kielce.